# Der Internationale Frühschoppen

Logo bis 2018

Der Internationale Frühschoppen ist eine Diskussionsrunde des Westdeutschen Rundfunks. Die ursprünglich von Werner Höfer moderierte Sendung wurde vom 6. Januar 1952 an sonntagmittags im Hörfunkprogramm gesendet und war vom 30. August 1953 an auch im Deutschen Fernsehen live zu sehen. Im Dezember 1987 wurde die Sendung eingestellt und durch den Presseclub ersetzt.
Im Oktober 2002 wurde die Sendung neu aufgelegt und läuft seither beim TV-Sender Phoenix unter Leitung verschiedener Phoenix-Moderatoren, wenn sonntagsmittags der Presseclub im Ersten z. B. wegen einer Sportdirektübertragung ausfällt.

## Geschichte und Abläufe
Am 6. Januar 1952 begann im UKW-Hörfunkprogramm des Nordwestdeutschen Rundfunks (NWDR) die Ausstrahlung des Internationalen Frühschoppens. Sein US-amerikanisches Vorbild war Meet the Press, ein Talking-Heads-Format, das ebenfalls sonntags ausgestrahlt wurde und mehrere Journalisten über aktuelle Themen diskutieren ließ. Das Programmformat – eine politische Diskussionsrunde von fünf bis sieben internationalen Journalisten an einem Tisch mit Werner Höfer, dem Moderator, in ihrer Mitte – war im deutschen Rundfunk neu. Es war die erste Talkshow Deutschlands. Ein Vorläufer war die Hörfunksendung Gespräche über den Schlagbaum, die Höfer für Radio Koblenz konzipiert und moderiert hatte, eine Diskussionsrunde mit Journalisten aus den vier Besatzungszonen Deutschlands in der Nachkriegszeit.
Nach der Aufspaltung des NWDR in WDR und NDR ging die Produktion des Frühschoppens 1956 in den Zuständigkeitsbereich des WDR über. Vom 30. August 1953 an strahlte auch das Fernsehen ihn aus, insgesamt in 1874 Folgen bis zum 20. Dezember 1987. Parallel lief er über mehrere ARD-Hörfunkprogramme. Die Teilnehmer waren wöchentlich wechselnde Journalisten aus verschiedenen Ländern, meist Auslandskorrespondenten von Zeitungen und Rundfunksendern; während der Sendung wurde jedem ein Schoppen Weißwein (daher der Titel der Sendung) gereicht. Der Moderator, Werner Höfer, war die zentrale Figur, die die Diskussion eröffnete, leitete und schloss. Seine Expertise wurde vom Publikum geschätzt, ebenso der internationale Blickwinkel der Diskussion; die Sendung wurde zu einem festen Bestandteil im Wochenrhythmus vieler Bundesbürger. Höfer selbst ließ die Sendung nie ausfallen; es gab weder Sommer- noch Urlaubspausen, seine Sendung fand wöchentlich statt. Höfers Moderationsstil wurde in deutschen Zeitungen zuweilen als autoritär kritisiert, auch abrupte Themenwechsel scheute er nicht, bis zu einem Drittel der Redezeit beanspruchte er für eigene Erläuterungen. Nach der Diskussionsrunde konnten Zuschauer und Zuhörer telefonisch Fragen an die Gäste stellen. Die Sendung wurde prägend für die politische Diskussionskultur in der Bundesrepublik Deutschland in den 1960er und 1970er Jahren.
Häufig zu Gast waren renommierte Journalisten wie Fritz René Allemann, Julia Dingwort-Nusseck, Sebastian Haffner, Fides Krause-Brewer, Roshan Dhunjibhoy, Alfred Grosser, Hilde Purwin, Adolph Rastén, Stéphane Roussel, Gerd Ruge, Henri Nannen, Nikolai Sergejewitsch Portugalow, Don F. Jordan, Peter Scholl-Latour, Jens Feddersen, Rudolf Augstein und Ari Rath. Eine Voraussetzung für die Teilnahme war die gute Beherrschung der deutschen Sprache. Angekündigt wurde die Sendung üblicherweise vom Rundfunksprecher Egon Hoegen, dessen Stimme dem Publikum auch von der wöchentlichen TV-Sendung Der siebte Sinn bekannt war.
Der Internationale Frühschoppen gilt mit seiner durchgehend hohen Einschaltquote als eine der erfolgreichsten Fernsehproduktionen in Deutschland und blieb in der internationalen Fernsehlandschaft singulär. Der US-amerikanische Versuch im Jahr 1970, das Format mit seiner internationalen Ausrichtung zu übernehmen, war erfolglos.
Aus heutiger Sicht erscheint die Sendung manchem Kritiker als ein zeittypischer „Männerklub“; Journalistinnen bildeten in der politischen Berichterstattung zu jener Zeit noch eine kleine Minderheit. Ihr Anteil wuchs jedoch in den 1970er und 1980er Jahren, so auch im Internationalen Frühschoppen. Navina Sundaram schrieb dazu in der Tageszeitung TAZ: „Die pakistanische Journalistin Roshan Dhunjibhoy und ich wechselten uns als die vorzeigbaren Repräsentantinnen der anderen Welt ab. Da konnten wir nicht fremd genug aussehen. Ich kann mich erinnern, dass ich grundsätzlich nur in europäischer Kleidung erschien, zur ewigen Enttäuschung des Gastgebers Werner Höfer.“

## Besondere Ereignisse
- 1954 gingen zahlreiche Protestbriefe beim WDR ein, da die Sendung wegen Höfers Urlaub mehrere Wochen unterbrochen wurde. Seitdem pflegte Höfer am Wochenende seinen in der Regel auf Sylt verbrachten Urlaub zu unterbrechen, um in das Sendestudio in Köln zurückzukehren.[10] Dies hatte zur Folge, dass die Sendung bis zu ihrer Ersetzung durch den Presseclub Ende 1987 über 33 Jahre ununterbrochen zur gleichen Zeit ausgestrahlt wurde. In ihrer Häufigkeit wird sie nur von der seit 1952 gesendeten Tagesschau übertroffen.
- 1955 kündigte der Bayerische Rundfunk an, die Sendung nicht mehr zu übernehmen, da Giselher Wirsing, vormals SS-Sturmbannführer, NS-Propagandist und Antisemit und seit 1954 geläuterter Chefredakteur von Christ und Welt, eingeladen worden war.[11]
- Im August 1961 erreichte die Journalisten, die sich gerade auf den Frühschoppen vorbereiteten, die Meldung vom Bau der Berliner Mauer. In der Diskussionsrunde beschäftigte man sich dann mit den aktuellen Entwicklungen während des Baus.[12]
- Am 28. Oktober 1962 zeigte sich Höfer im Frühschoppen im Zusammenhang mit der so genannten Spiegel-Affäre mit der Spiegel-Redaktion solidarisch.[13]
- 1967 erhielt Höfer für die Sendung den Adolf-Grimme-Preis mit Silber.
- Am 21. März 1971 kam zur 1000. Sendung der damalige Bundeskanzler, Willy Brandt, ins Studio und gratulierte Höfer persönlich.[14]
- Während der Livesendung vom 28. September 1975 verschafften sich vier gegen das spanische Franco-Regime Demonstrierende Zutritt zum Sendestudio. Höfer gelang es, die Störer zum freiwilligen Abbruch ihrer Aktion zu überreden, sodass die Unterbrechung des Sendeablaufs nur zwei Minuten dauerte.[15]
- Am 4. Januar 1976 saß Höfer wegen des Capella-Orkans auf der Insel Sylt fest. Er moderierte die Sendung an diesem Tag telefonisch.

## Nachahmer und Konkurrenten
Bereits 1963 hielt es die Programmdirektion des ZDF für angebracht, dem ARD-Frühschoppen etwas entgegenzusetzen. Unter der Moderation von Reinhard Appel ging die Diskussionsrunde Journalisten fragen – Politiker antworten am 25. April 1963 auf Sendung. Diese konnte jedoch nie die Einschaltquoten des Frühschoppens erreichen und wurde 1991 abgesetzt.
Ab dem 8. Dezember 1963 versuchte Karl-Eduard von Schnitzler in der DDR mit dem Sonntagsgespräch des Deutschlandsenders zur Sendezeit des Frühschoppens ein Pendant im Deutschen Fernsehfunk zu schaffen. Dies erreichte nicht die Popularität des Vorbildes, da dort Journalisten mit tatsächlich unterschiedlichen Meinungen einen Streit anregten, was in der Ostsendung nicht möglich war.

## Absetzung und Nachfolger
Das Nachrichtenmagazin Der Spiegel hatte im Dezember 1987 aufgedeckt, dass Höfer am 20. September 1943 in Ausgabe 225 des Berliner 12 Uhr-Blattes einen Artikel mit der Überschrift Künstler – Beispiel und Vorbild verfasst hatte, in dem er die Hinrichtung des namentlich nicht genannten Pianisten Karlrobert Kreiten am 7. September 1943 rechtfertigte. Höfer lehnte die Verantwortung für den Artikel ab – andere hätten die entscheidenden Passagen hineinredigiert; dennoch wurde die Sendung umgehend am 20. Dezember 1987 letztmals mit Höfer ausgestrahlt und aus „Kostengründen“ vorerst eingestellt. Da Höfer die Urheberrechte an dem Sendungsformat besaß, wäre eine Fortsetzung mit einem anderen Moderator nur mit seiner Zustimmung möglich gewesen. Die Nachfolge trat daher am 27. Dezember 1987 der Presseclub an, der einem ähnlichen Ablaufschema folgt, aber seinen Schwerpunkt in der Regel auf deutsche Themen mit deutschen Journalisten legt. Im Oktober 2002 wurde der Internationale Frühschoppen beim Ereignis- und Dokumentationssender Phoenix wieder aufgelegt und läuft immer dann, wenn der Presseclub im Ersten ausfällt. Die Sendung wird parallel im Hörfunk (WDR 5) übertragen.

## Zitat
„Wie Höfer seine Sendung konstruiert hat, kommt es dagegen selten zu einer Unterhaltung der Teilnehmer untereinander – höchstens, daß sich zwei unter der milden Schiedsrichtergebärde Höfers miteinander streiten dürfen: ‚Mir scheint, daß die Herren befreundet sind? Gut, dann streiten Sie weiter!‘ Im Wesentlichen sieht Höfer darauf, mit einem nach dem anderen ins Gespräch zu kommen – was nur geschehen kann (und geschieht), indem Höfer die Gesprächsfäden immer wieder hart abschneidet und von einem zum anderen Thema wahrhaft halsbrecherische Übergänge herstellt – im Kölner Funkhaus wird zuweilen über den ‚Übergangshöfer‘ gewitzelt.“

## Persiflage
- Hermann Peter Piwitt: Frühschoppen. In: Renate Matthaei (Hrsg.): Trivialmythen. März, Frankfurt am Main 1970, S. 180–184; wieder: März-Texte 1 & Trivialmythen. Area, Erftstadt 2004, ISBN 3-89996-029-7, S. 500–504. – Veralberung von Höfers Art der Moderation anhand von montierten Standardfloskeln aus Sendungen der 1960er Jahre.
- Loriot: Internationaler Frühschoppen. (Realfilmsketch) In: Cartoon. SDR/ARD 30. August 1972[19]